# 質光關係
質光關係是天文物理中顯示恆星光度與質量之間關係的方程式。以公式表示的關係是：
{\displaystyle {\frac {L}{L_{\odot }}}=\left({\frac {M}{M_{\odot }}}\right)^{a}}
此處的L⊙和M⊙是太陽的光度和質量，並且1 < a < 6。在主序帶上的恆星，通常 a = 3.5。 這個方程式使用a = 3.5 的值只適用於主序帶上質量在2M⊙ < M < 20M⊙，並且不適用於紅巨星和白矮星。 
總之，不同質量範圍的恆星使用下面的關係式會得到更好的近似值： 
{\displaystyle {\frac {L}{L_{\odot }}}\approx .23\left({\frac {M}{M_{\odot }}}\right)^{2.3}\qquad (M<.43M_{\odot })}
{\displaystyle {\frac {L}{L_{\odot }}}=\left({\frac {M}{M_{\odot }}}\right)^{4}\qquad \qquad (.43M_{\odot }<M<2M_{\odot })}
{\displaystyle {\frac {L}{L_{\odot }}}\approx 1.5\left({\frac {M}{M_{\odot }}}\right)^{3.5}\qquad (2M_{\odot }<M<20M_{\odot })}
{\displaystyle {\frac {L}{L_{\odot }}}\approx 3200{\frac {M}{M_{\odot }}}\qquad \qquad (M>20M_{\odot })}

對質量低於 .43M⊙的恆星，對流是唯一的能量傳輸程序，這使得關係發生重大的改變。對質量M > 20M⊙的恆星，這關係變得平坦的L ∝ M。這可以顯示這樣的變化是因為大質量恆星輻射壓力的增加。這些關係是憑藉著觀測距離經由標準的視差或其他方法正確測量出的聯星所得到的經驗方程式。在繪製出足夠的恆星之後，恆星會呈現對數函數圖，有著一定斜率的線對應於特定的a值。 
質光關係是很重要的，因為它可以用來發現距離遙遠而不能使用視差測量出的聯星距離，這種技術稱為" 動力視差 "。使用這種技術，可以估計出這一對聯星以太陽質量表示出的總質量。然後，使用天體力學的克卜勒定律，可以計算出這兩顆恆星之間的距離。一旦得到這段距離，就可以經由在天空中所佔扇形的弧度初步的估計出要測量的距離。從這種測量及恆星的視星等這兩者，可以得到光度，然後利用質光關係就可以得到恆星個別的質量。用這個質量在計算分離的距離。重複這樣的程序，經過多次的反覆運算之後，可以取得物差少於5%的精確度。質光關係也可以用來測量恆星的壽命，這指出恆星的壽命正比於M/L。一個發現是質量越大的恆星壽命越短，但恆星的質量隨著時間流逝，會使計算更為複雜。

## 推導
在理論上推導出更精確的質光關係，須要發現能量產生的方程式和建立恆星內部的熱力學模型。但是，使用一些物理和簡化的假設，可以推導出L ∝ M3的基本關係。天文物理學家亞瑟·愛丁頓在1924年完成第一次這樣的推導。這次的推導表明恆星可以當成理想氣體，這在當時是一種新的、激進的思想。接下來是非常類似愛丁頓的方法，使用了隨機運動分析但並未考慮不透明度。 
對第一個近似值，將恆星當成黑體的輻射體，它的表面面積是4πR2。因此，從史蒂芬-波茲曼定律我們發現光度 (每秒中輻射的能量) 是
{\displaystyle L=4\pi R^{2}\sigma T_{E}^{4}}
此處的σ是 史蒂芬-波茲曼常數，其值為 5.67 × 10−8W m−2 K−4。 
在流體靜力平衡的條件下，
{\displaystyle {\frac {dP}{dr}}=-{\frac {Gm(r)\rho (r)}{r^{2}}}}
對兩邊同時積分，這個關係式從r = 0至r = R，一達到維里定理的一種型式： 
{\displaystyle \langle P\rangle =-{\frac {1}{3}}{\frac {E_{GR}}{V}}}
球體質量的位能分佈是{\displaystyle E_{GR}=-{\frac {3}{5}}{\frac {GM^{2}}{R}}}。 這和體積取代之後給出：
{\displaystyle \langle P\rangle \approx {\frac {GM^{2}}{4\pi R^{4}}}}
簡化之後，我們下一步使用理想氣體定律 (PV = nkT) 解出溫度。 
{\displaystyle \langle P\rangle ={\frac {\langle \rho \rangle }{\bar {m}}}kT}
{\displaystyle kT={\frac {GM{\bar {m}}}{3R}}}.
此處{\displaystyle {\bar {m}}} 是恆星內部氣體粒子的平均質量。現在，我們可以用此公式取代進入初始光度方程式，代換成
{\displaystyle R={\Big (}{\frac {3}{4}}{\frac {1}{\rho \pi }}M{\Big )}^{\frac {1}{3}}} to arrive at
{\displaystyle L\varpropto M^{3.33}}
考慮對上面的方程式基於平均壓力提供平均溫度，可已有稍微更精確的結果，但真正需要的是表面溫度。因為恆星中心的溫度遠比表面為高，接下來，我們需要估際表面溫度和內部溫度之間的關係。由於能量須要很長的時間才能逃逸，因此中心的溫度非常的高，換言之，熱力學平衡會非常迅速的完成，而毫心的溫度示趨近於一致的。我們可以使用隨機運動分析來估計"衰減因子"，也就是能量逃逸所需要的時間。我們讓{\displaystyle l}代表在太陽內部光子的平均自由程。在實務上，平均自由程取決於密度和溫度，但此處將近似為常數。在N交互作用之後，N向量在隨機方向上移動的結果，距離是： 
{\displaystyle \mathbf {D=l_{1}+l_{2}+\cdots +l_{n}} }
淨移動量的平方是：
{\displaystyle D^{2}=l_{1}^{2}+l_{2}^{2}+\cdots +l_{n}^{2}+2(\mathbf {l_{1}\cdot l_{2}+l_{1}\cdot l_{3}+\cdots )} }
如果我們全面平均許多的隨機方向變化，則因為是隨機的，這些項目中包含的純量積將會被刪除。因此，對夠大量的{\displaystyle N}，
{\displaystyle D^{2}=l_{1}^{2}+l_{2}^{2}+\cdots +l_{n}^{2}=Nl^{2}}
因此，要從太陽逃逸出，平均需要{\displaystyle {\frac {R^{2}}{l^{2}}}}部的步驟，時間是{\displaystyle t\approx {\frac {R^{2}}{cl}}}。與此相反，從中心直接逃逸出太陽的時間是{\displaystyle {\frac {R}{c}}}，這個因子{\displaystyle {\frac {l}{R}}}是很短的。 
因此，將這個係數帶入數史蒂芬-波茲曼定律，我們發現
{\displaystyle T_{E}\approx {\Big [}{\frac {l}{R}}{\Big ]}^{\frac {1}{4}}T_{I}}.
因此，綜合上述的方程式，我們發現
{\displaystyle L\approx 4\pi R^{2}\sigma T_{I}^{4}{\frac {l}{R}}\approx {\frac {(4\pi )^{2}}{3^{5}}}{\frac {\sigma }{k^{4}}}G^{4}{\bar {m}}^{4}\langle \rho \rangle lM^{3}}
但是平均自由程是反比於產品的橫截面和數值密度，因此
{\displaystyle l\varpropto \langle \rho \rangle ^{-1}}
此處得到
{\displaystyle L\varpropto M^{3}}

### 大質量恆星和低質量恆星的區別
一個可能區分大質量和低質量恆星的方法是使用上述結果衍生出來的輻射壓力。在這種情況下，很容易使用光的不透明度{\displaystyle \kappa }和直接考慮內部的溫度 TI；更確切的說，我們考慮輻射層的平均溫度。
我們開始注意到輻射壓力Prad和光度的關係。輻射壓力的梯度等於從輻射吸收轉換成的動能，給的是：
{\displaystyle {\frac {dP_{rad}}{dr}}=-{\frac {\kappa \rho }{c}}{\frac {L}{4\pi r^{2}}}}
此處的c是光速。注意{\displaystyle 1/\kappa \rho =l}，光子的平均自由徑。
輻射壓力與溫度的關係是{\displaystyle P_{rad}={\frac {4\sigma }{3c}}{T_{I}}^{4}}，所以我們有
{\displaystyle {T_{I}}^{3}{\frac {T_{I}}{dr}}=-{\frac {3\kappa \rho }{16\sigma }}{\frac {L}{4\pi r^{2}}}}
從此處可以直接導出 
{\displaystyle L\varpropto {T_{I}}^{4}{\frac {R}{\rho }}\varpropto {T_{I}}^{4}{\frac {R^{4}}{M}}}
在輻射區重力平衡來自氣體本身的壓力 (近似於理想氣體壓力) 和來自輻射的壓對質量足夠小的恆星可以忽略後者，而得到
{\displaystyle T_{I}\varpropto {\frac {M}{R}}}
如同前面，更精確的，因此我們從0到R積分，在左邊得到{\displaystyle T_{I}-T_{E}}， 但是我們可能忽略了表面溫度TE相對於內部的溫度TI。
從這裡可以直接得到 
{\displaystyle L\varpropto M^{3}}
對質量夠大的恆星，在輻射區的輻射壓力大於氣體的壓力。填入輻射壓力取代理想氣體壓力，使用上式我們得到：
{\displaystyle {T_{I}}^{4}\varpropto {\frac {M^{2}}{R^{4}}}}
因此
{\displaystyle L\varpropto M}